# Tunnel routier du Silvertown
Le tunnel de Silvertown est un tunnel routier, en construction en 2022, dans la ville de Londres.

## Description

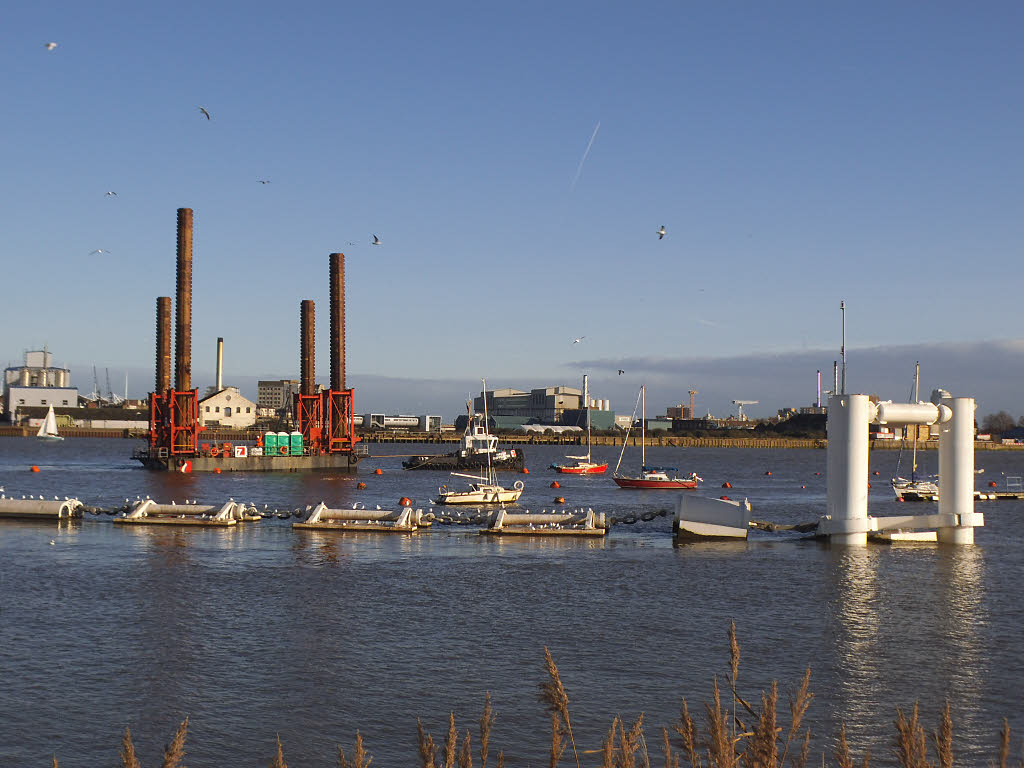
Chantier de construction.

Ce tunnel passe sous la Tamise, entre la péninsule de Greenwich et l'ouest de Silvertown, deux quartiers de l'Est londonien.
Construit par la compagnie Transport for London, il vise notamment à réduire la congestion du tunnel de Blackwall déjà existant près de l'autoroute A13. Le contrat de construction a été attribué en novembre 2019. 
Ses voies de circulation seront destinées au trafic motorisé, et des voies seront réservées aux bus et aux poids lourds. Les piétons et les cyclistes n'auront pas le droit d'accéder au tunnel.

## Controverses
Le projet suscite des critiques, notamment écologiques, argüant une augmentation du trafic et des embouteillages, ainsi qu'une augmentation de la pollution atmosphérique. Des mouvements protestataires s'en prennent au maire de Londres Sadiq Khan,.